# Ornithoica unicolor
Ornithoica unicolor är en tvåvingeart som beskrevs av Speiser 1900. Ornithoica unicolor ingår i släktet Ornithoica och familjen lusflugor. Inga underarter finns listade i Catalogue of Life.